# The End of Vigon
The End of Vigon est une compilation de Vigon sortie en 1972 sous le titre Greatest Hits.

## Réception
Selon l'édition française du magazine Rolling Stone, cet album est le 82e meilleur album de rock français.

## Liste des pistes
| No  | Titre                          | Durée |
| --- | ------------------------------ | ----- |
| 1.  | The End                        | 2:13  |
| 2.  | It's All Over                  | 2:47  |
| 3.  | I'll Never Turn My Back on You | 2:19  |
| 4.  | Only a Fool                    | 3:06  |
| 5.  | Dreams                         | 3:40  |
| 6.  | I Can't Stop Lovin' You        | 3:51  |
| 7.  | Pollution                      | 3:56  |
| 8.  | Harlem Shuffle                 | 3:01  |
| 9.  | You Don't Know Like a Know     | 2:49  |
| 10. | Baby Your Time Is My Time      | 2:47  |
| 11. | The Spoiler                    | 2:45  |
| 12. | Woo Woo Song                   | 2:48  |